# Domenico Bossi
Giovanni Domenico Bossi (Trieste, 28 luglio 1767 – Monaco di Baviera, 7 novembre 1853) è stato un pittore e miniaturista italiano.
Fu uno dei maggiori miniaturisti-ritrattisti del neoclassicismo. Le sue opere fanno parte della tradizione del miniaturismo veneziano su avorio. Esse rappresentano il rispettivo modello di un realismo, per quei tempi inusuale e privo di compromessi.

## Biografia
Domenico Bossi, figlio del pittore Bartolomeo Bossi e della di lui consorte Maria Ferrandini, compì la sua formazione artistica presso l'Accademia di Venezia sotto la direzione di Giandomenico Tiepolo. Raggiunse nei tardi anni 1780 un grande ed eccezionale successo internazionale.
Bossi fu attivo tra il 1789 e il 1853 in numerose città europee quali Amsterdam, Parigi, Berlino, Amburgo, Monaco di Baviera, Vienna, Stoccolma e San Pietroburgo. Egli ottenne prestigiosi incarichi dalle famiglie signorili di allora di Prussia, Paesi Bassi, Meclemburgo-Schwerin, Svezia e Russia. Per questo divenne, nel corso della sua attività di successo, membro delle accademie di Belle Arti di Stoccolma (1798) e di Vienna (1818). Nel 1824 fu nominato pittore di corte dal re di Svezia, Carlo XIV. Si stabilì definitivamente a Monaco di Baviera verso il 1850, nella Theresien Straße, al numero 19. In Monaco fu nominato pittore di corte.

## Collezionista
Bossi fu un gran collezionista di disegni, molti del Tiepolo. Alla sua morte la collezione passò alla figlia, Carolina Bossi (1825–1881), e al genero, Carl Christian Friedrich Beyerlen (1826–1881). La collezione Bossi-Beyerlen fu venduta all'asta a Stoccarda nel marzo 1882, andando quindi dispersa.